# RMP busz (Miskolc)
A miskolci RMP jelzésű autóbuszvonal a Repülőtér/BOSCH és a Majális-park között húzódik, amelyet a Miskolc Városi Közlekedési Zrt. üzemeltet a városi majálisok idején.

## Története
Az MVK Zrt. többéves szokása, hogy minden év május 1-jén díjmentesen igénybe vehető járatokat indít a városi majálisra AMP, RMP, FMV és MPV jelzéssel.
A miskolci tömegközlekedést biztosító vállalat autóbuszai a szabad- és munkaszüneti napi menetrend, villamosai vasárnapi menetrend szerint közlekednek május első napján, a 4 különböző autóbuszvonal járatai ütemezett menetrend szerint, és az alapmenetrendben meghirdetett buszokon felül indulnak (néhány kivétellel).

## Útvonala
Az RMP jelzésű autóbuszok a Repülőtér/BOSCH – Felső-Majláth szakaszon az 54-es buszokkal megegyező útvonalon közlekednek, ahonnan tovább a Majális-parkig az 1-es autóbuszvonalon haladnak.
| Repülőtér/BOSCH – Majális park | Majális park – Repülőtér/BOSCH |
| --- | --- |
| Repülőtér/BOSCH ➝ Szentpéteri kapu ➝ Arany János tér ➝ Petőfi tér ➝ Jókai utca ➝ Fazekas utca ➝ Vologda utca ➝ Győri kapu ➝ Andrássy utca ➝ Kiss tábornok utca ➝ Táncsics tér ➝ Árpád út ➝ Hegyalja út ➝ Majális park | Majális park ➝ Hegyalja út ➝ Árpád út ➝ Táncsics tér ➝ Kiss tábornok utca ➝ Andrássy utca ➝ Győri kapu ➝ Vologda utca ➝ Fazekas utca ➝ Jókai utca ➝ Szeles utca ➝ Arany János tér ➝ Szentpéteri kapu ➝ Repülőtér/BOSCH |

## Közlekedése
A Repülőtér/BOSCH irányából
- 9:10 és 16:10 között óránkénti ütemezettséggel,
- valamint 16:40-kor és 18:10-kor;

A Majális park irányából
- 9:50 és 16:50 között óránkénti ütemezettséggel,
- valamint 17:25-kor és 18:50-kor indulnak autóbuszok.

## Megállóhelyei
| 0  | Repülőtér/BOSCH végállomás | 0.0 km  | 0  | 3, 3A, 8, 12G, 14, 14G, 20, 24, 36, 54, 240, 914 1369, 1384, 1410, 1411 3700, 3702, 3703, 3705, 3707, 3708, 3709, 3714, 3754, 3757, 3760, 3764, 3765, 3766, 3767, 3770, 3775, 3776 |
| 1  | Napsugár Otthon            | 0.4 km  | 1  | 3, 3A, 12G, 14, 14G, 20, 24, 36, 54, 240, 914 |
| 2  | Megyei Kórház              | 1.1 km  | 3  | 3, 3A, 12G, 14, 14G, 20, 24, 36, 54, 240, 914 1369, 1384, 1410, 1411 3700, 3702, 3703, 3705, 3707, 3708, 3709, 3714, 3754, 3757, 3760, 3764, 3765, 3766, 3767, 3770, 3775, 3776    |
| 3  | Leventevezér utca          | 1.7 km  | 5  | 3, 12G, 14, 14G, 20, 36, 54, 240, 914 3700, 3702, 3703, 3705, 3707, 3714, 3754, 3757, 3760, 3764, 3765, 3770, 3775, 3776                                                           |
| 4  | Álmos utca                 | 2.0 km  | 6  | 3, 12G, 14, 14G, 20, 36, 54, 240, 914 |
| ∫  | Szeles utca (↑)            | ∫       | ∫  | 1, 1G, 3, 12G, 14, 14G, 20, 34G, 36, 54, 240, 900, 914, 935 |
| 5  | Petőfi tér                 | 2.6 km  | 8  | 1, 1G, 11, 14, 14G, 20, 34, 34G, 36, 54, 900, 901, 914, 935, AMP 1383 3755 |
| 6  | Dózsa György út            | 3.1 km  | 9  | 1, 1G, 34, 34G, 54, 901, AMP 1053, 1383 3735, 3755 |
| 7  | Vologda városrész          | 3.7 km  | 10 | 1, 1G, 34, 34G, 54, 901, AMP |
| 8  | Szent Anna tér             | 4.2 km  | 12 | 1, 1G, 1VP, 29, 39, 54, 901, AMP 1053, 1383 3735 1 |
| 9  | Aba utca                   | 4.9 km  | 14 | 1, 1G, 29, 39, 54, 901, AMP 1383 3755 |
| 10 | Zoltán utca                | 5.7 km  | 16 | 1, 1G, 1VP, 29, 39, 54, 901, AMP 1383 3755 1 |
| 11 | Örs utca                   | 6.1 km  | 18 | 1, 1G, 1VP, 29, 39, 54, 901, AMP 1 |
| 12 | Avar utca                  | 6.6 km  | 19 | 1, 1G, 1VP, 29, 39, 54, 901, AMP 1053, 1383 3753, 3755 1 |
| 13 | Újgyőri főtér              | 6.8 km  | 21 | 1, 1G, 1VP, 6, 9, 16, 19, 21, 21G, 29, 39, 53, 54, 68, 901, AMP 1053, 1383 3753, 3755, 3756 1                                                                                      |
| 14 | Újgyőri piac               | 7.2 km  | 22 | 1, 1G, 1VP, 6, 16, 53, 54, 901, AMP 3756 1 |
| 15 | Bulgárföld városrész       | 8.1 km  | 24 | 1, 1G, 1VP, 6, 53, 54, 901, AMP 1383 3755 1 |
| 16 | Diósgyőri Gimnázium        | 8.4 km  | 25 | 1, 1G, 1VP, 6, 53, 54, 901, AMP 1383 3755 1 |
| 17 | LÁEV (kisvasút)            | 8.7 km  | 27 | 1, 1G, 21, 53, 54, 901, AMP 1 Miskolc-Dorottya utca–Lillafüred–Garadna-vasútvonal, Miskolc-Dorottya utca–Mahóca-vasútvonal                                                         |
| 18 | Táncsics tér               | 9.5 km  | 28 | 1, 1G, 21, 53, 54, 901, AMP 1383 3755 |
| 19 | Diósgyőr városközpont      | 10.0 km | 30 | 1, 1G, 1VP, 21, 53, 54, 901, AMP 1383 3755 1 |
| 20 | Alsó-Majláth               | 10.5 km | 31 | 1, 1G, 1VP, 21, 53, 54, 901, AMP 3755 1 |
| 21 | Felső-Majláth              | 11.2 km | 33 | 1, 1G, 1VP, 5, 15, 21, 53, 54, 901, AMP, FMV 1053, 1383 3753, 3755 1 |
| 22 | Hóvirág utca               | 11.9 km | 34 | 1, 1VP, 5, 15, 53, 54, 901, AMP, FMV |
| 23 | Papírgyár                  | 12.4 km | 35 | 1, 1VP, 5, 15, 53, 54, 901, AMP, FMV 1383 3755 |
| 24 | Majális-park végállomás    | 12.8 km | 37 | 1, 5, 15, 53, 54, 901, AMP, FMV, MPV 1383 3755 |